# Henryk Szymkowiak
Henryk Szymkowiak (ur. 14 grudnia 1942) – polski bokser, medalista mistrzostw Polski.

## Życiorys
Boks zaczął uprawiać w 1968 w Stali Grudziądz, następnie został zawodnikiem Zawiszy Bydgoszcz i Wybrzeża Gdańsk. W 1960 został wicemistrzem Polski juniorów w kategorii 63,5 kg Na mistrzostwach Polski seniorów zdobył srebrny medal w wadze półśredniej (67 kg) w 1965.
W 1968 wyjechał do Szwecji, w latach 1968-1970 stoczył tam 5 zwycięskich walk zawodowych, następnie pracował w tym kraju jako trener.